# ラムヌロース-1-リン酸アルドラーゼ
ラムヌロース-1-リン酸アルドラーゼ(Rhamnulose-1-phosphate aldolase、EC 4.1.2.19)、以下の化学反応を触媒する酵素である。
L-ラムヌロース-1-リン酸{\displaystyle \rightleftharpoons }ジヒドロキシアセトンリン酸 + (S)-ラクトアルデヒド
従って、この酵素の基質はL-ラムヌロース-1-リン酸のみ、生成物はジヒドロキシアセトンリン酸（グリセロンリン酸）と(S)-ラクトアルデヒドの2つである。
この酵素はリアーゼ、特に炭素-炭素結合を切断するアルデヒドリアーゼに分類される。系統名は、L-ラムヌロース-1-リン酸 (S)-ラクトアルデヒドリアーゼ (グリセロンリン酸形成)(L-rhamnulose-1-phosphate (S)-lactaldehyde-lyase (glycerone-phosphate-forming))である。他に、rhamnulose phosphate aldolase、L-rhamnulose 1-phosphate aldolase、L-rhamnulose-phosphate aldolase、L-rhamnulose-1-phosphate lactaldehyde-lyase等とも呼ばれる。この酵素は、ペントースとグルクロン酸の相互変換及びフルクトースとマンノースの代謝に関与している。

## 構造
2007年末時点で、2つの構造が解明されている。蛋白質構造データバンクのコードは、1GT7と1OJRである。